# Young Vic
Le Young Vic Theatre est une salle d'arts du spectacle située sur The Cut (en), près de South Bank, dans le quartier londonien de Lambeth.
Le Young Vic est créé par Frank Dunlop en 1970. Kwame Kwei-Armah est directeur artistique depuis février 2018, succédant à David Lan.

## Histoire
Dans la période qui a suivi la Seconde Guerre mondiale, la Young Vic Company est créée en 1946 par le metteur en scène George Devine en tant que ramification de l'école de théâtre Old Vic dans le but de jouer des pièces classiques pour un public âgé de neuf à quinze ans.
Faisant initialement partie du Théâtre National, le Young Vic est devenu un organisme indépendant en 1974.

## Directeurs artistiques
- 1968-1971 : Frank Dunlop (en) (également directeur administratif)
- 1971-1973 : Michael Bogdanov (en)
- David Thacker (en)
- 1991-1994 : Julia Bardsley (en), conjointement avec Tim Supple
- 1994-2000 : Tim Supple (en)
- 2000-2018 : David Lan (en)
- Depuis 2018 : Kwame Kwei-Armah (en)